# Prisma van Sanherib
De Prisma van Sanherib is een kleien prisma die op de zes zijden een Akkadische historische tekst draagt, daterend uit de regering van de Assyrische koning Sanherib. Er zijn drie exemplaren van het prisma bekend.
Het eerste exemplaar werd in 1830 door Colonel Taylor opgegraven in de ruïnen van Ninive. In 1855 kocht het British Museum in Londen het prisma van Taylors weduwe. Daar bevindt het prisma zich nog steeds. Dit exemplaar wordt ook wel aangeduid als Prisma van Taylor (Taylor Prism). Dit prisma is 38,5 cm hoog en 16,5 cm breed. Het British Museum dateert het in 691 v.Chr. Het prisma was een van de vroegst bekende teksten in spijkerschrift en heeft een belangrijke rol gespeeld bij de ontcijfering ervan.
Een tweede exemplaar dook in de winter van 1919-1920 op in een kunsthandel in Bagdad en werd daar aangekocht door J.H. Breasted van het Oriental Institute in Chicago. Dit tweede exemplaar wordt meestal eveneens aangeduid als Prisma van Sanherib, maar is ook wel bekend onder de naam Prisma van Chicago (Chicago Prism). Het is met een hoogte van 38 cm en een breedte van 14 cm iets kleiner van formaat dan het Prisma van Taylor. Het Oriental Institute dateert het rond 689 v.Chr.
Een derde exemplaar is in 1970 aangeboden op een veiling bij Sotheby's en is aangekocht door het Israëlmuseum. Sindsdien wordt het ook wel aangeduid als het Prisma van Jeruzalem (Jerusalem Prism). Evenals de prisma's van Taylor en die van het Oriental Institute gaat het om een hexagonaal exemplaar.
De tekst op het prisma dateert uit de regering van Sanherib en vermeldt de gebeurtenissen van de jaren 701–681 v. Chr. Het is een belangrijke bron voor de Assyrische geschiedenis, maar ook voor de joodse geschiedenis, daar hierin ook de belegering van Jeruzalem tijdens koning Hizkia wordt beschreven (701 v. Chr.), die ook uit de Bijbel bekend is, waarmee het prisma dit Bijbelse verhaal bevestigt, zij het vanuit een eigen, Assyrisch gezichtspunt.

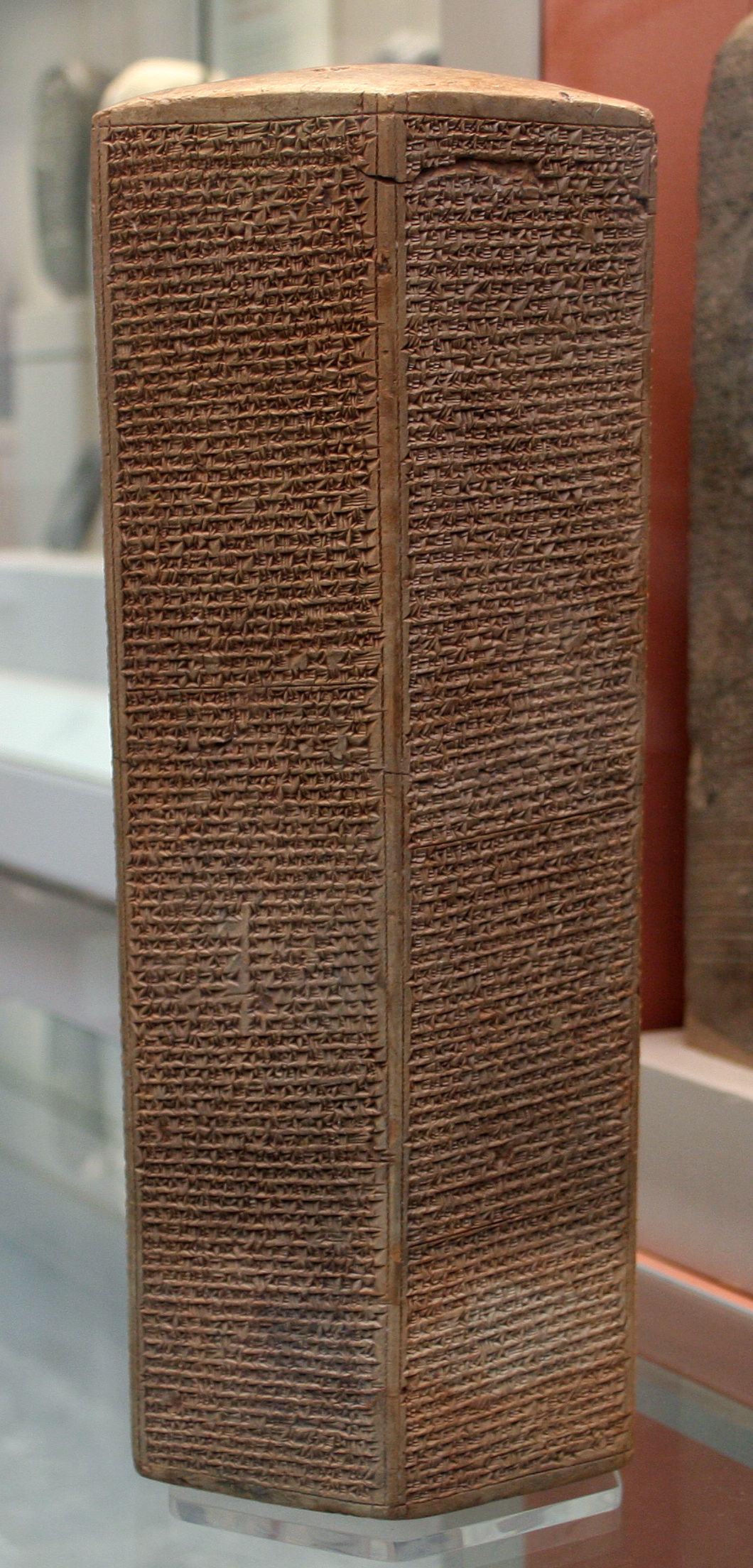
Prisma van Taylor, British Museum
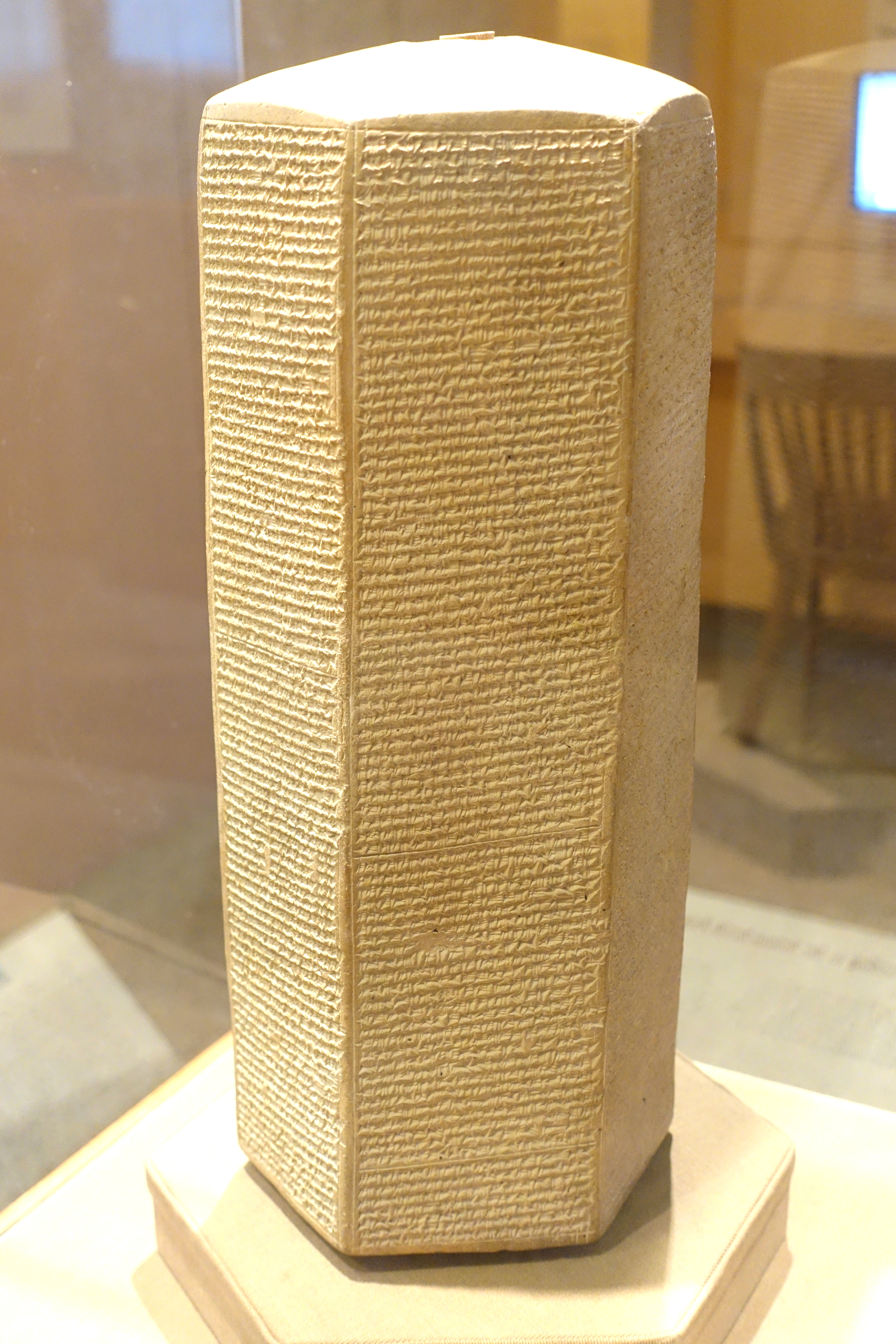
Prisma van Chicago, Oriental Institute
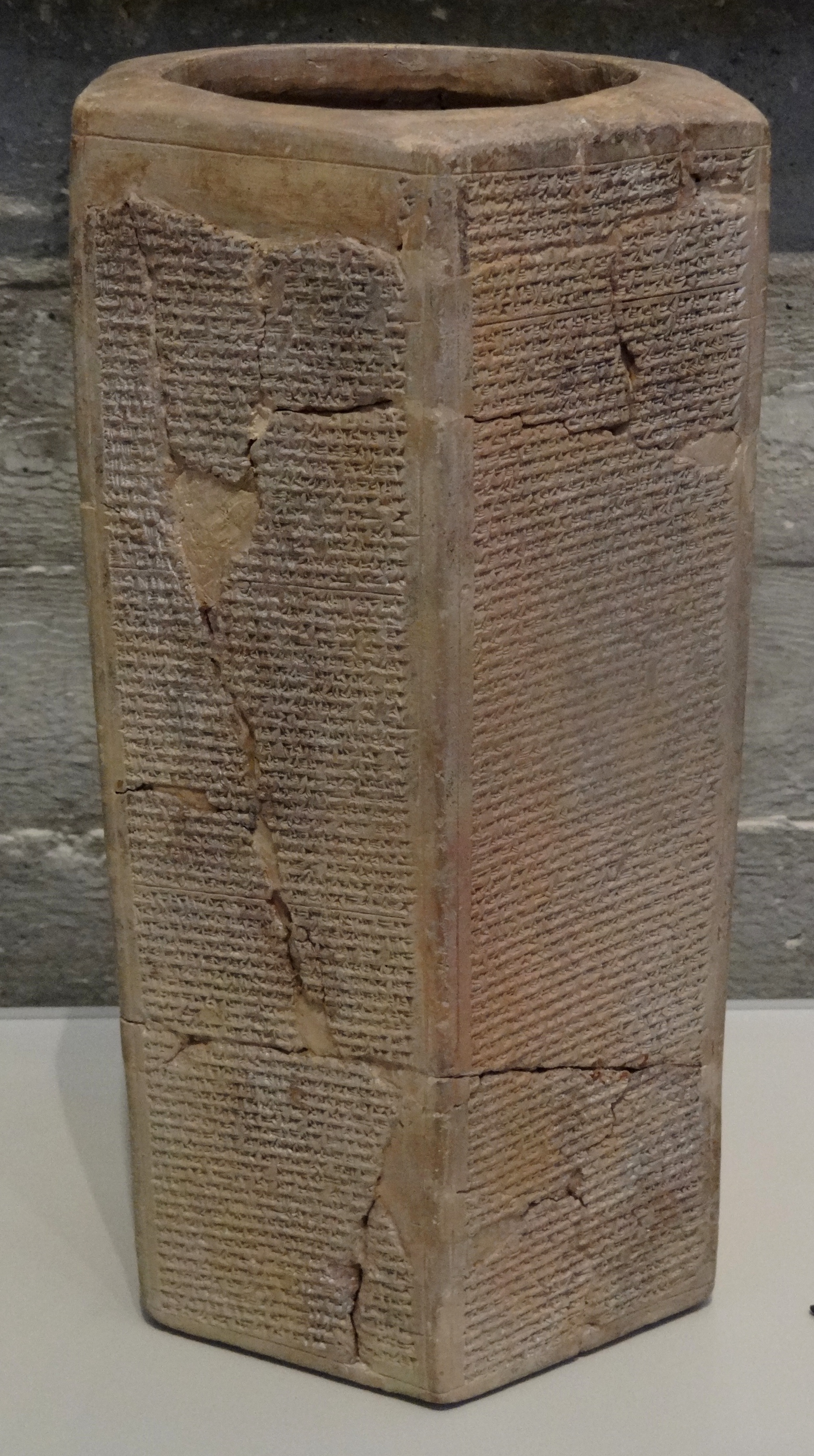
Prisma van Sanherib, Israëlmuseum